# Molse
Molse (en alsacià, en francès, alemany i oficialment Molsheim) és un municipi francès situat al departament del Baix Rin i a la regió del Gran Est.
Forma part del cantó de Molsheim, del districte de Molsheim i de la Comunitat de comunes de la Regió de Molsheim-Mutzig.

## Demografia
| 1962  | 1968  | 1975  | 1982  | 1990  | 1999  |
| ----- | ----- | ----- | ----- | ----- | ----- |
| 4.955 | 5.739 | 6.649 | 6.928 | 7.973 | 9.355 |

## Història
| Data d'elecció | Identitat         | Partit |                     |
| -------------- | ----------------- | ------ | ------------------- |
| 1945-1966      | Henri Meck        | UPR    |                     |
| 1945-1966      | Henri Meck        | MRP    |                     |
| 1972-2001      | Pierre Klingenfus | UMP    |                     |
| 2001-          | Lauren Furst      | UMP    | alcalde de Molsheim |